# ميكي موراي
ميكي موراي هو لاعب هوكي الجليد كندي، ولد في 14 أكتوبر 1898 في بيتيربوروغ في كندا، وتوفي في 21 مارس 1978.

## وصلات خارجية
- ميكي موراي على موقع دوري الهوكي الوطني (الإنجليزية)
- ميكي موراي على موقع قاعة مشاهير الهوكي (لاعب أن.إتش.أل) (الإنجليزية)
- ميكي موراي على موقع EliteProspects.com (الإنجليزية)
- ميكي موراي على موقع HockeyDB.com (الإنجليزية)
- ميكي موراي على موقع Hockey-Reference.com (الإنجليزية)